# Tiger Point
Tiger Point est une census-designated place située dans le comté de Santa Rosa, dans l’État de Floride, aux États-Unis. Sa population s’élevait à 3 090 habitants lors du recensement de 2010.

## Source
- (en) Cet article est partiellement ou en totalité issu de l’article de Wikipédia en anglais intitulé « Tiger Point, Florida » (voir la liste des auteurs).

1. ↑  (en) « 2010 Census Gazetteer Files - Places: Florida », Bureau du recensement des États-Unis (consulté le 26 mars 2017)